# Graphiurus murinus
Graphiurus murinus là một loài động vật có vú trong họ Gliridae, bộ Gặm nhấm. Loài này được Desmarest mô tả năm 1822.

## Hình ảnh

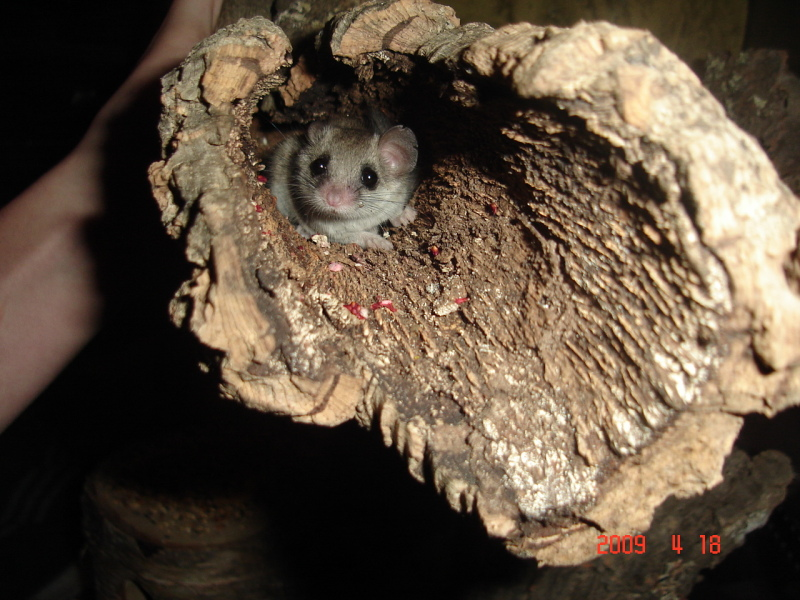
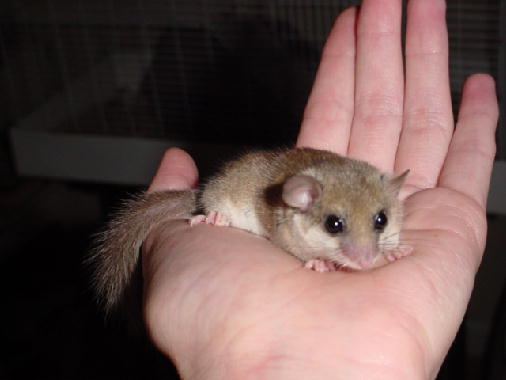
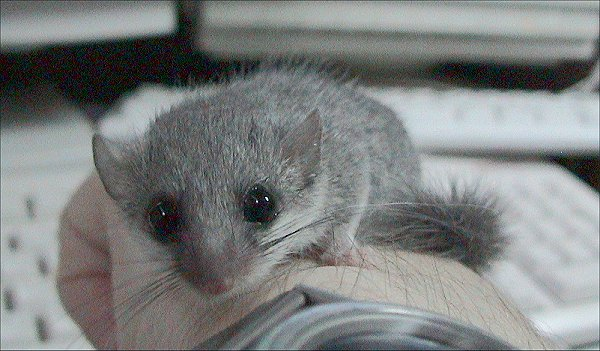